# 拉图 (上加龙省)
拉图（法語：Latoue，法語發音：[latu]）是法国上加龙省的一个市镇，属于圣戈当区。

## 地理
拉图（43°10'8"N, 0°47'8"E）面积17.62 平方千米，位于法国奧克西塔尼大區上加龙省，该省份为法国西南部内陆省份，西南端与西班牙接壤，自此顺时针与上比利牛斯省、热尔省、塔恩-加龙省、塔恩省、奥德省和阿列日省接壤。
与拉图接壤的市镇（或旧市镇、城区）包括：欧隆、卡斯蒂永-德圣马托里、拉尔康、列乌、圣马尔塞、索和波马雷德、塞普。

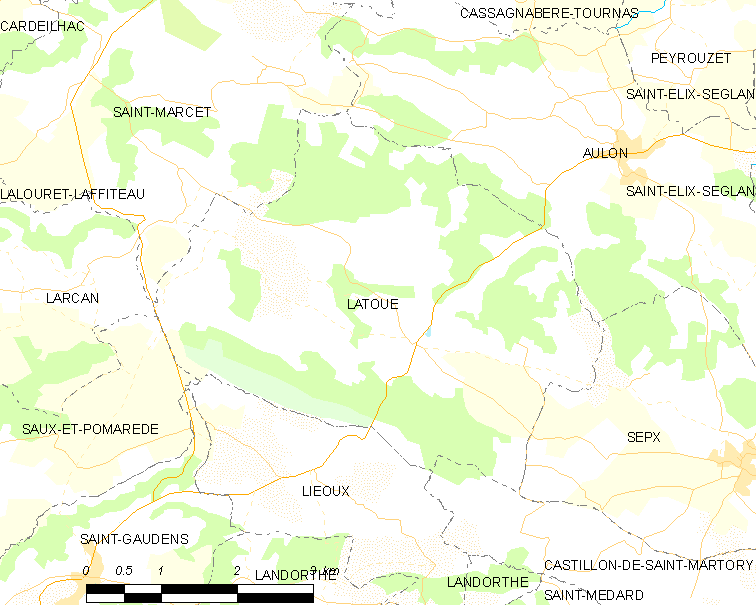
的OSM定位图

拉图的时区为UTC+01:00、UTC+02:00（夏令时）。

## 行政
拉图的邮政编码为31800，INSEE市镇编码为31278。

## 政治
拉图所属的省级选区为卡泽尔县。

## 人口

1962-2008年间人口变化图示

拉图于2022年1月1日时的人口数量为306人。